# خانبابا مشار
خانبابا مشار (زاده ۱۲۷۹–درگذشته ۱۳۵۹) کتابشناس و فهرست نگار ایرانی است.

## زندگی
خانبابا مشار، فرزند مصطفی، در سال ۱۲۷۹ در خانواده‌ای ملاک از دودمان قاجار در تهران چشم به جهان گشود. پس از اتمام تحصیلات مقدماتی و متوسطه، مدت ۲۱ سال [۱۳۱۸-۱۲۹۸] در وزارت دارایی مشغول خدمت دولتی بود، ضمن خدمت نزد اساتید وقت به تحصیل علوم قدیمه پرداخت. وی بیشتر در قسمت ادارات تحدید کل و کارگزینی، مالیات بر درآمد و بایگانی کار می‌کرده و نقش مستوفیان را عهده‌دار بود. او با این اندیشه که با تکیه بر آموخته‌هایش در طول چهل سال به تحقیق و مطالعه بپردازد، در همان وزارتخانه بازنشسته شد. ایشان در زمینهٔ صنعت چاپ توانست فهرست توصیفی و تحلیلی کتابهایی را گردآوری کند که بالغ بر ۲۰۰۰۰ عنوان می‌شد. او برای جمع‌آوری این فهرست‌ها، مسافرت‌های زیادی در ایران و کشورهای اسلامی داشته‌است. مشار علاوه بر فهرست نویسی کتابهای زیادی را نیز وقف نمود.

## آثار
- مؤلفین کتب چاپی فارسی و عربی: این کتاب یک زندگی‌نامه -کتابشناسی، است. وی این اثر گرانقدر خود را با هزینه شخصی در ۶ جلد منتشر کرده‌است. در این زندگی‌نامه کتابشناسی ذیل نام افراد، که در موارد بسیاری اثر با زندگی‌نامه مختصر آن‌ها نیز همراه است، آثار چاپ شده آن‌ها نیز ذکر شده‌است.[۵]
- فهرست کتاب‌های چاپی فارسی: این اثر حاوی مشخصات حدود ۱۴۰۰۰ عنوان کتاب فارسی انتشار یافته تا آن زمان [در جهان] است و نخستین فهرست نسبتاً جامع کتابهای چاپی فارسی محسوب می‌شود.[۶] از این کتاب به عنوان کتاب‌شناسی ملّی ایران تعبیر شده‌است.[۷] نسبت به سایر آثار او این کتاب بیشتر مورد مراجعه و محمل شهرت مشار شده‌است.[۴]
- فهرست کتابهای چاپی عربی ایران: از آغاز تا کنون
- تصحیح مجالس الفصول المختاره من العیون و المحاسن، معروف به مجالس تألیف شیخ مفید، با ترجمه آقا جمال‌الدین محمد خوانساری[۸]